# A631高速公路
A631高速公路是法国的一条高速公路，始于波尔多，终于Bègles，与A630高速相连。A631长度约2千米。该高速为2x3车道，呈东西走向，经过阿基坦大区，于1974年建成通车。